# Armin Veh
Armin Veh (Augsburgo, Alemania, 1 de febrero de 1961) es un exfutbolista y entrenador alemán.

## Carrera como jugador
Veh jugaba como centrocampista. Debutó profesionalmente con el F. C. Augsburgo en 1979, aunque ese mismo año se marcharía al Borussia Mönchengladbach. En 1983, se fue al FC St. Gallen de Suiza, pero regresó tras un solo año. Posteriormente regresó al F. C. Augsburgo y también jugó para el TSV Schwaben Augsburg. Finalmente, se retiró en las filas del SpVgg Bayreuth en 1990. 

## Carrera como entrenador
Augsburgo
La primera experiencia de Veh como técnico fue en el banquillo del F. C. Augsburgo, donde permanecería 5 años. 
Greuther Fürth y Hansa Rostock
En 1996 fichó por el SpVgg Greuther Fürth, con el que ascendió a la 1. Bundesliga, para pasar luego al SSV Reutlingen, al que llevó a la 2. Bundesliga; y al FC Hansa Rostock, logrando mantenerlo dos veces en la 1. Bundesliga. Regresó al F. C. Augsburgo en 2003, pero solo estuvo allí poco más de un año.
Stuttgart
En febrero de 2006, comenzó a entrenar al VfB Stuttgart, con el que consiguió su primero título como entrenador al proclamarse campeón de la 1. Bundesliga en la temporada 2006-2007. Fue cesado en noviembre de 2008, tras encadenar 5 partidos consecutivos sin ganar en la Bundesliga.
Wolfsburgo
En la temporada 2009-10, dirigió al VfL Wolfsburgo; pero no pudo repetir el éxito del año anterior y fue despedido tras poco más de media campaña, dejando al equipo en la 10.ª posición de la clasificación de la Bundesliga y eliminado de la Liga de Campeones.
Hamburgo
Pasó al banquillo del Hamburgo SV para la temporada 2010-11, pero fue destituido en marzo de 2011 tras perder 6-0 ante el Bayern de Múnich.
Eintracht Fráncfort
En junio de 2011, firmó contrato por una temporada con el Eintracht Fráncfort, recién descendido a la Segunda División alemana. Logró el ascenso a la 1. Bundesliga en su primera temporada; y en las dos siguientes, clasificó al equipo para la Liga Europea de la UEFA, antes de abandonar el club en verano de 2014.
Stuttgart
Volvió a dirigir el VfB Stuttgart en la temporada 2014-15, aunque su segunda estancia en el Mercedes-Benz Arena sólo duró 12 partidos antes de dimitir por malos resultados (el Stuttgart era colista con sólo 9 puntos).
Eintracht Fráncfort
En verano de 2015, comenzó su segunda etapa al frente del Eintracht Fráncfort. Fue despedido el 6 de marzo de 2016, después de encadenar 7 partidos sin victoria, dejando al equipo en 16º puesto tras 25 jornadas de la 1. Bundesliga 2015-16.
Colonia
El 6 de diciembre de 2017, se incorporó al FC Colonia en calidad de director ejecutivo, cargo que ocupó hasta el 8 de noviembre de 2019.

## Clubes

### Como jugador
| Club                     | País     | Año       |
| ------------------------ | -------- | --------- |
| F. C. Augsburgo          | Alemania | 1978-1979 |
| Borussia Mönchengladbach | Alemania | 1979-1983 |
| FC St. Gallen            | Suiza    | 1983-1984 |
| Borussia Mönchengladbach | Alemania | 1984-1985 |
| F. C. Augsburgo          | Alemania | 1985-1987 |
| TSV Schwaben Augsburg    | Alemania | 1987      |
| SpVgg Bayreuth           | Alemania | 1987-1990 |

### Como entrenador
| Club                 | País     | Año       | P   | PG | PE | PP | % v.  |
| -------------------- | -------- | --------- | --- | -- | -- | -- | ----- |
| F. C. Augsburgo      | Alemania | 1990-1995 | 171 | 83 | 37 | 51 | 48.54 |
| SpVgg Greuther Fürth | Alemania | 1996-1997 | 48  | 27 | 10 | 11 | 56.25 |
| SSV Reutlingen       | Alemania | 1998-2001 | 122 | 64 | 28 | 30 | 52.46 |
| FC Hansa Rostock     | Alemania | 2002-2003 | 62  | 18 | 14 | 30 | 29.03 |
| F. C. Augsburgo      | Alemania | 2003-2004 | 31  | 12 | 9  | 10 | 38.71 |
| VfB Stuttgart        | Alemania | 2006-2008 | 125 | 63 | 20 | 42 | 50.4  |
| VfL Wolfsburgo       | Alemania | 2009-2010 | 27  | 9  | 7  | 11 | 33.33 |
| Hamburgo SV          | Alemania | 2010-2011 | 27  | 12 | 4  | 11 | 44.44 |
| Eintracht Fráncfort  | Alemania | 2011-2014 | 119 | 54 | 28 | 37 | 45.38 |
| VfB Stuttgart        | Alemania | 2014      | 13  | 2  | 3  | 8  | 15.38 |
| Eintracht Fráncfort  | Alemania | 2015-2016 | 27  | 6  | 9  | 12 | 22.22 |